# Kanton Avesnes-sur-Helpe
Kanton Avesnes-sur-Helpe (francouzsky Canton d'Avesnes-sur-Helpe) je francouzský kanton v departementu Nord v regionu Hauts-de-France. Tvoří ho 52 obcí. Zřízen byl v roce 2015.

## Obce kantonu
| - Avesnes-sur-Helpe - Beaudignies - Beaufort - Beaurepaire-sur-Sambre - Boulogne-sur-Helpe - Bousies - Cartignies - Croix-Caluyau - Dompierre-sur-Helpe - Dourlers - Éclaibes - Englefontaine - Étrœungt - Le Favril - Floursies - Floyon - Fontaine-au-Bois - Forest-en-Cambrésis | - Ghissignies - Grand-Fayt - Haut-Lieu - Hautmont - Hecq - Jolimetz - Landrecies - Larouillies - Limont-Fontaine - Locquignol - Louvignies-Quesnoy - Marbaix - Maresches - Maroilles - Neuville-en-Avesnois - Orsinval - Petit-Fayt | - Poix-du-Nord - Potelle - Preux-au-Bois - Prisches - Le Quesnoy - Raucourt-au-Bois - Robersart - Ruesnes - Saint-Aubin - Saint-Hilaire-sur-Helpe - Saint-Remy-du-Nord - Salesches - Semousies - Sepmeries - Taisnières-en-Thiérache - Vendegies-au-Bois - Villers-Pol |